# Artemisia abrotanum
Abrotano (nome scientifico  Artemisia abrotanum  L., 1753) è una specie di pianta angiosperma dicotiledone della famiglia delle Asteraceae (sottofamiglia Asteroideae, tribù Anthemideae (Asian-southern African grade) e sottotribù Artemisiinae).

## Etimologia
Il nome Artemisia, di etimologia incerta, è ricondotto alla dea greca della caccia Artemide, o secondo un'altra ipotesi alla regina Artemisia († 350 a.C.), succeduta sul trono di Caria al fratello e consorte Mausolo; si ipotizza inoltre un riferimento al greco artemes (“sano”), con allusione alle proprietà medicamentose delle piante del genere.. L'epiteto specifico (abrotanum) deriva da un antico nome greco per alcune piante profumate; individua inoltre il "legno meridionale".
Il nome scientifico della specie è stato definito dal botanico Carl Linnaeus (1707-1778) nella pubblicazione " Species Plantarum" ( Sp. Pl. 2: 845) del 1753.

## Descrizione

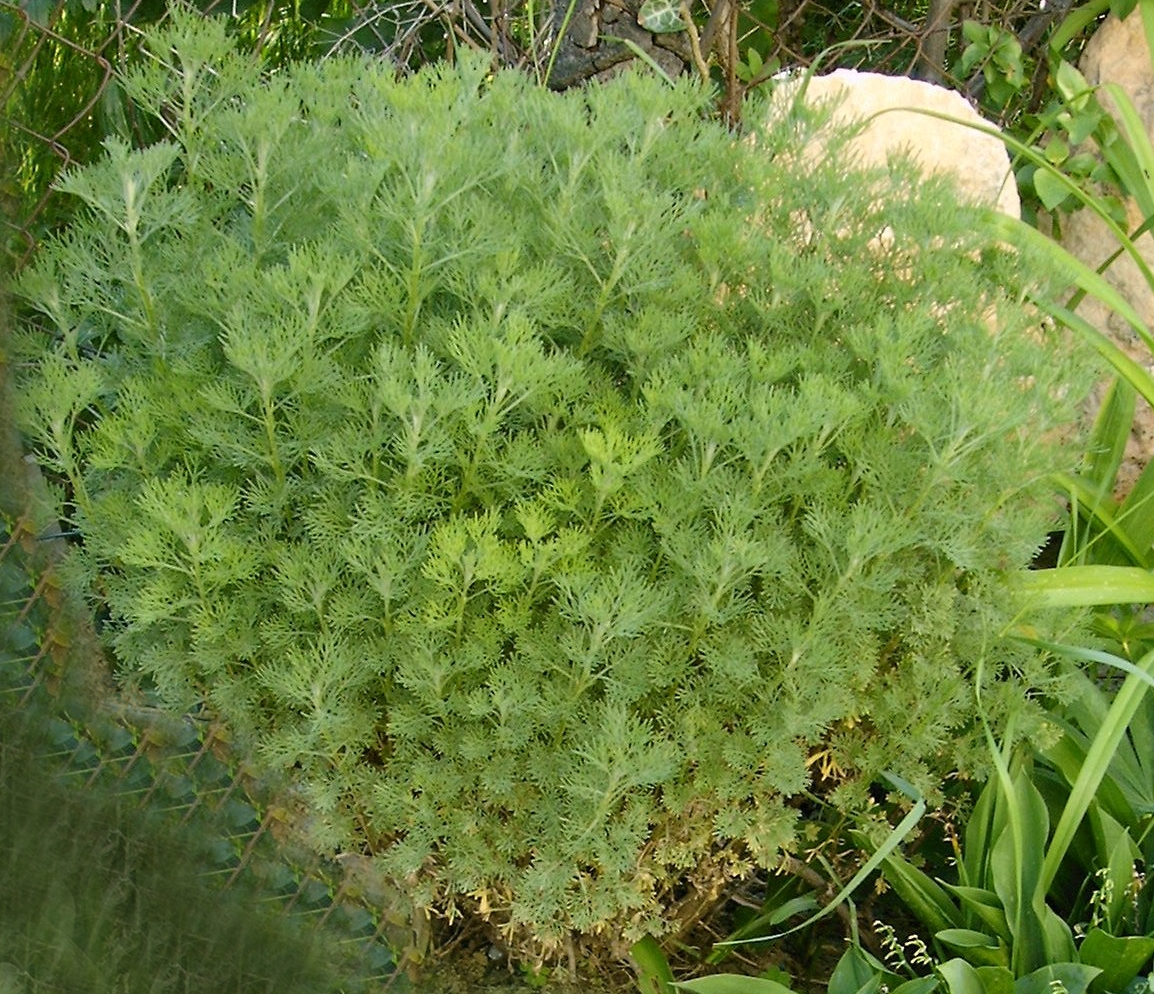
Il portamento

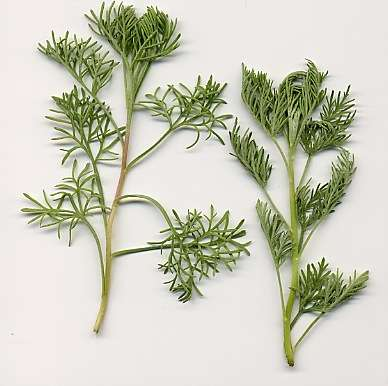
Le foglie

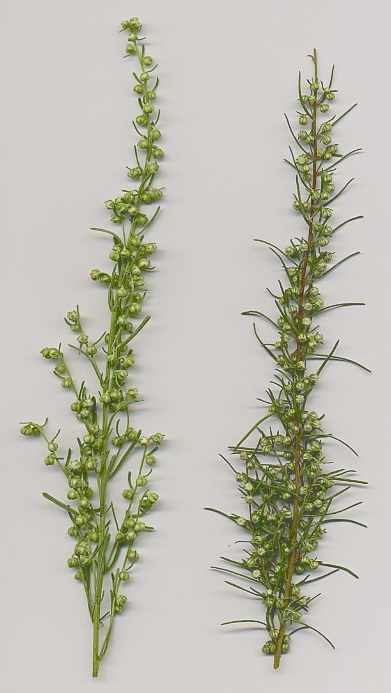
Infiorescenza

Portamento. L'aspetto di queste piante è quello delle camefite fruticose (Ch frut), piante legnose alla base con gemme svernanti poste ad un'altezza dal suolo tra i 2 ed i 30 cm con un aspetto arbustivo. La parte erbacea secca annualmente mentre le parti legnose rimangono in vita e gettano l'anno seguente. Hanno un forte odore aromatico tipico e simile quello del cedro (o della citronella) un po' canforato (qualcuno lo accomuna al vermouth.). Queste piante sono prive di lattice, contengono però oli eterei lattoni sesquiterpenici.
Radici. Le radici, spesse, sono secondarie da fittone.
Fusto. L'indumento consiste in brevi peli ghiandolari (medifissi o basifissi). L'altezza può arrivare fino a 50 – 100 cm (nel Nord America possono superare i 150 cm). 
- Parte ipogea: la parte sotterranea è fittonante.
- Parte epigea: i fusti sono legnosi di colore marrone e molto ramificati ma glabri; anche i rami principali possono essere legnosi.

Foglie. Sono presenti solo foglie cauline. La lamina delle foglie (ampiamente ovata) è grande e più volte divisa (2 – 3 multifida) in diversi segmenti strettamente lineari (lacinie) di colore verde scuro (con sfumature cenerognole) e pubescenti nella parte inferiore. Le foglie vicino all'infiorescenza sono più semplici e sono disposte in modo alterno e prive di stipole e di orecchiette basali. Sulle foglie sono inoltre presenti delle ghiandole puntiformi. Larghezza delle lacinie: 0,4 – 2 mm. Dimensione della lamina: 3 – 5 cm.
Infiorescenza. Le sinflorescenze sono formate da piccoli capolini subemisferici penduli raccolti in pannocchie fogliose terminali. Le infiorescenze vere e proprie sono composte da un capolino sessili di tipo disciforme. I capolini sono formati da un involucro, con forme cilindrico-ovoidali, composto da 2 a 20 brattee, al cui interno un ricettacolo fa da base ai fiori del disco (quelli del raggio qui sono assenti). Le brattee, con una forma oblungo-ellittica e a consistenza erbacea, sono disposte in modo più o meno embricato su più serie. Il ricettacolo è nudo ossia senza pagliette a protezione della base dei fiori; la forma è piatta. Dimensione della pannocchia: larghezza 10 – 20 cm; lunghezza 10 – 30 cm. Diametro dei capolini: 2 – 5 mm. Dimensione degli involucri: larghezza 2 – 2,5 mm; lunghezza 2 – 3,5 mm.
Fiori.  I fiori sono tetra-ciclici (formati cioè da 4 verticilli: calice – corolla – androceo – gineceo) e pentameri (calice e corolla formati da 5 elementi). Sono numerosi con forme brevemente tubulose (attinomorfe); sono ermafroditi. Possono essere divisi tra fiori solamente femminili (fino a 15 fiori posti alla periferia) e fiori bi-sessuali (fino a 20 posti al centro) tutti fertili. 
- Formula fiorale:

*/x K {\displaystyle \infty }, [C (5), A (5)], G 2 (infero), achenio
- Calice: i sepali del calice sono ridotti ad una coroncina di squame.

- Corolla: le corolle dei fiori periferici sono affusolate con lembi più o meno ligulati o filiformi; le corolle di quelli più centrali sono pentalobate a forma deltata. Il colore della corolla è giallo. Lunghezza dei petali: 0,5 – 1 mm.

- Androceo: l'androceo è formato da 5 stami (alternati ai lobi della corolla) sorretti da filamenti generalmente liberi e sottili; gli stami sono connati e formano un manicotto circondante lo stilo. Le antere possono essere sia di tipo basifissa che medifissa (ossia attaccate al filamento per la base – nel primo caso; oppure in un punto intermedio – nel secondo caso).[16] Questa caratteristica ha valore tassonomico in quanto distingue i generi gli uni dagli altri. Normalmente le antere variano da ottuse (arrotondate) a leggermente appuntite alla base (o anche caudate); in alcune specie le appendici sono triangolari, lineari o ellittiche. Il tessuto endoteciale (rivestimento interno dell'antera) non è polarizzato. Il polline è sferico con un diametro medio di circa 25 micron;  è tricolporato (con tre aperture sia di tipo a fessura che tipo isodiametrica o poro) ed è più o meno echinato (con punte sporgenti).

- Gineceo: l'ovario è infero uniloculare formato da 2 carpelli. Lo stilo (il recettore del polline) è profondamente bifido (con due stigmi divergenti) e con le linee stigmatiche marginali separate o contigue. I due bracci dello stilo hanno una forma troncata e possono essere papillosi o ricoperti da ciuffi di peli.

- Antesi: da Agosto a ottobre.

Frutti.  Il frutto è un achenio di colore marrone chiaro sprovvisto di pappo. La forma varia da ellissoide a obovoide ed è compressa ai lati (i lati possono essere da 2 a 5). La parte apicale è rotondeggiante e priva di corona. Il pericarpo può possedere (oppure no) delle cellule mucillaginifere, mentre le sacche di resina sono assenti. Dimensione dell'achenio: 0,5 – 1 mm.

## Biologia
Impollinazione: tramite insetti (impollinazione entomogama tramite farfalle diurne e notturne).

Riproduzione: la fecondazione avviene fondamentalmente tramite l'impollinazione dei fiori.

Dispersione: i semi cadono a terra e vengono dispersi soprattutto da insetti come formiche (disseminazione mirmecoria). Un altro tipo di dispersione è zoocoria: gli uncini delle brattee dell'involucro (se presenti) si agganciano ai peli degli animali di passaggio che portano così i semi anche su lunghe distanze. Inoltre per merito del pappo (se presente) il vento può trasportare i semi anche per alcuni chilometri (disseminazione anemocora).

## Distribuzione e habitat

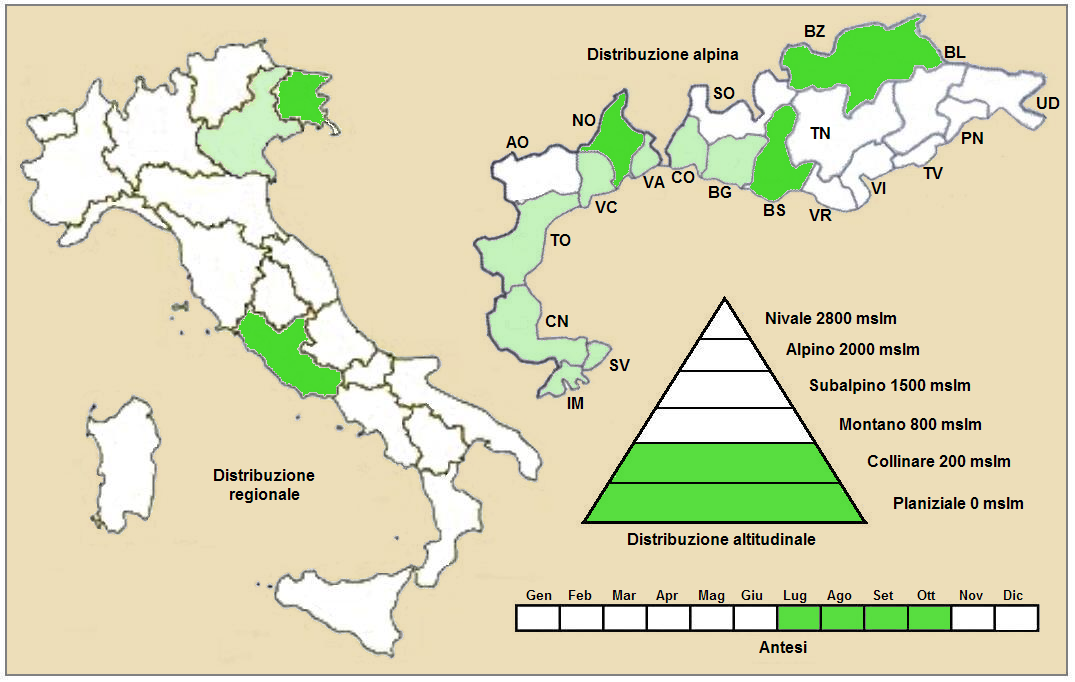
Distribuzione della pianta(Distribuzione regionale – Distribuzione alpina)

Geoelemento: il tipo corologico (area di origine) è incerto. Probabilmente questa pianta è originaria dell'Europa meridionale (forse Spagna). In Italia viene considerata una specie ampiamente naturalizzata.
Distribuzione:  è una pianta molto comune nel Levante, oltre che nell'Europa meridionale. In Italia la regione dove meglio si è naturalizzata è il Veneto, ma oggi sta diventando rara. Nelle Alpi oltre i confini italiani si trova in alcune aree come la Francia (dipartimenti di Hautes-Alpes e Isère), oppure in Svizzera (cantoni Vallese e Ticino) o in Austria (Länder della Carinzia). Sugli altri rilievi europei si trova nei monti Carpazi. In Asia si trova nelle zone temperate: Turchia, Armenia e Caucaso. È presente anche nel Nord America.
Habitat: cresce in terreni incolti, ambienti ruderali, scarpate, strade ma anche nei coltivi utilitari; il substrato preferito è sia calcareo che siliceo con terreno a pH neutro, secco, medi valori nutrizionali.
Distribuzione altitudinale:  sui rilievi alpini queste piante si possono trovare fino a 800 m s.l.m. (in America arrivano a 3000 m s.l.m.); frequentano quindi il seguente piano vegetazionale: collinare. 

## Fitosociologia
Dal punto di vista fitosociologico alpino questa specie appartiene alla seguente comunità vegetale:
Formazione: delle comunità perenni nitrofile
Classe: Artemisietea vulgaris

## Sistematica
La famiglia di appartenenza di questa voce (Asteraceae o Compositae, nomen conservandum) probabilmente originaria del Sud America, è la più numerosa del mondo vegetale, comprende oltre 23.000 specie distribuite su 1.535 generi, oppure 22.750 specie e 1.530 generi secondo altre fonti (una delle checklist più aggiornata elenca fino a 1.679 generi). La famiglia attualmente (2021) è divisa in 16 sottofamiglie; la sottofamiglia Asteroideae è una di queste e rappresenta l'evoluzione più recente di tutta la famiglia.
Il genere Artemisia essendo abbastanza numeroso viene suddiviso in sezioni. L'Artemsia abrotanum è incluso, tradizionalmente, nella sezione Abrotanum caratterizzata dall'avere il ricettacolo glabro e il capolino composto da fiori tutti tubulosi, femminili quelli periferici ed ermafroditi quelli centrali.

### Filogenesi
Il gruppo di questa voce è descritto nella tribù Anthemideae, una delle 21 tribù della sottofamiglia Asteroideae). In base alle ultime ricerche nella tribù sono stati individuati (provvisoriamente) 4 principali lignaggi (o cladi); il genere  Artemisia (insieme alla sottotribù Artemisiinae) è incluso nel clade Asian-southern African grade.
Attualmente il genere, nell'ambito della flora spontanea italiana, è suddiviso in quattro sezioni e alcune sottosezioni. La specie di questa voce appartiene alla "Sezione I" caratterizzata dai fiori del disco ermafroditi, dal ricettacolo glabro o squamoso con forma di un disco, e alla "Sottosezione B" caratterizzata dalle foglie sono verdi di sopra e bianco-tomentose di sotto. Altre specie della stessa sezione: Artemisia vulgaris L. (Assenzio selvatico) e Artemisia verlotiorum Lamotte (Assenzio dei fratelli Verlot).
I caratteri distintivi della specie  Artemisia abrotanum sono:
- il portamento è cespuglioso;
- Il picciolo è privo di orecchiette;
- le foglie sono completamente divise in lacinie;
- i capolini subsferici sono larghi 2 - 5 mm;
- il ricettacolo è glabro.

Il numero cromosomico delle specie di questa voce è: 2n = 18.

### Sinonimi
Sono elencati alcuni sinonimi per questa entità:
- Artemisia abrotanifolia Salisb. (1796)
- Artemisia angustifolia S.F. Gray (1821)
- Artemisia elatior Klokov
- Artemisia herbacea Ehrh. ex Willd. (1803)
- Artemisia humilis Miller (1768)
- Artemisia paniculata Lam. (1783)
- Artemisia procera Willd. (1803)
- Artemisia proceriformis Krasch. (1936)

### Specie simili
Le “Artemisie” con i loro piccoli fiori non sono molto diverse le une dalle altre. Sul territorio italiano (in particolare nelle zone alpine) possono essere confuse tra di loro (e con la pianta di questa voce) le seguenti specie:
- Artemisia vulgaris L. - Artemisia comune: i segmenti delle foglie sono lievemente più larghi ed hanno un colore verde chiaro; i fusti sono rossicci. È comune su tutto il territorio alpino.
- Artemisia verlotiorum Lamotte - Artemisia dei fratelli Verlot: si distingue per i fiori rossastri e le foglie a segmenti larghi e di colore glauco.  È comune su tutto il territorio alpino.
- Artemisia nitida Bertol - Artemisia lucida: i capolini sono gialli ma più lassi e i segmenti delle foglie sono lineari (con i lati paralleli). Si trova nel nord-est.

## Usi

### Farmacia
Questa pianta, secondo la medicina popolare, ha un potere antisettico (proprietà di impedire o rallentare lo sviluppo dei microbi); con i suoi fiori e foglie si possono preparare dei vermifughi (si pensa abbia anche delle proprietà antitarmiche). Anticamente era usata per trattare i problemi del fegato, della milza e dello stomaco e l'erborista del diciassettesimo secolo Culpeper riteneva che promuovesse le mestruazioni.  Oggi è usata raramente in medicina, eccetto in Germania, dove viene utilizzata in forma di cataplasma su ferite e affezioni della pelle e occasionalmente per trattare il congelamento, oppure altrove in erboristeria per il trattamento di vari disturbi tra cui la febbre malarica

Altre proprietà (sempre derivate dalla medicina popolare) sono: antielmintica (elimina svariati tipi di vermi o elminti parassiti) - tonica (rafforza l'organismo in generale) – colagoga (facilita la secrezione biliare verso l'intestino) - febbrifuga (abbassa la temperatura corporea) – stimolante (rinvigorisce e attiva il sistema nervoso e vascolare) – emmenagoga (regola il flusso mestruale) – astringente (limita la secrezione dei liquidi) – stomachica (agevola la funzione digestiva).

### Cucina
In piccole quantità vengono usate le foglie dal sapore leggermente piccante per aromatizzare liquori d'erbe, tisane, caramelle, ripieni di pollo, carni alla griglia (il sapore comunque è molto amaro). Dai giovani germogli viene fatto un tè amaro. Da un punto di vista agronomico l'Abrotano veniva già coltivato negli orti sia dai Romani che dai Greci.

### Coltivazione
Questa pianta si coltiva bene in terreni aridi e soleggiati, su substrato argilloso-calcareo, ma abbastanza nutritivi (con buona concimazione). In genere trova impiego nel giardinaggio per popolare spazi altrimenti difficili. Queste piante si propagano facilmente per talea o per divisione delle radici.